# شارل دو بلوا
شارل دي بلوا-شاتيون (1319 – 29 سبتمبر 1364)، المُلقب بـ"القديس"، كان دوق بريتاني الشرعي منذ عام 1341 وحتى وفاته، عبر زواجه من جان، دوقة بريتاني وكونتيسة بنتييفر، حاملًا للقب ضد مطالبات عمها جان دي مونتفورت.
وُلد شارل في مدينة بلوا باعتباره الابن الثاني لوالديه ابن غي دي شاتيون كونت بلوا ومارغريت شقيقة الملك فيليب السادس، عُرف بتقواه الشديدة ونزعته الزهدية، فكان يعاقب جسده بوضع الحصى في حذائه، وينام على القش، ويرتدي المسح تحت درعه في المعارك، ورغم زهده أثبت براعته العسكرية واستقطب الولاء من جنوده بإيمانه العميق، ومنهم برتران دو غيكلان.
تزوج شارل من جان العرجاء وريثة آل درو-بريتاني عام 1337، وشارك بجوارها في حرب الخلافة البريتونية ضد مطالب عائلة عمها غير الشقيق جان دي مونتفورت (1341–1364)؛ وكانا مدعومين من قبل التاج الفرنسي، رغم تقواه أمر بعدة مجازر بعد حصاري كيمبير وغيراندي، أسره الإنجليز عام 1347 وظل تسع سنوات أسيرًا قبل الإفراج عنه مقابل فدية كبيرة، وعاد ليُستأنف الحرب حتى قُتل في معركة أوراي سنة 1364 التي أنهت الحرب لصالح بيت مونتفورت، وتُوجت لاحقًا بمعاهدة غيران الأولى (1381).

## الذرية
من زواجه بجوان العرجاء، كونتيسة بنتييفر، أنجب خمسة أطفال:
- جان الأول كونت بنتييفر (1340–1404)؛[8] وأيضا فيسكونت ليموج، هو سلف هنري الرابع ملك فرنسا.
- غي.
- هنري (توفي عام 1400).
- ماري (1345–1404)؛ ليدي غيس، تزوجت عام 1360 من لويس الأول دوق أنجو، لهما ذرية.[9]
- مارغريت، تزوجت عام 1351 من شارل الإسباني (توفي عام 1354)، كونت أنغوليم وكندسطبل فرنسا.

وبحسب سجلات فرويسات، فقد أنجب شارل أيضًا ابنًا غير شرعي يُدعى جان من بلوا، قُتل في معركة أوراي. ومع ذلك، ونظرًا إلى تقواه الشديدة، اعتبر المؤرخ يوهان هويزينغا هذا الادعاء غير صحيح حيث رجّح خطأ فرويسات في نسبه.

## التبجيل
دُفن شارل في غينغامب، حيث سعى الرهبان الفرنسيسكان إلى نشر عبادته باعتباره قديسًا وشهيدًا، وقد تزيّن ضريحه بشتى أنواع النذور والهبات، حتى أن الدوق جان الرابع نجح عام 1368 في اقناع البابا أوربان الخامس بإصدار مرسوم يقضي بكبح هذه العبادة، غير أن المرسوم لم يُنفذ فعليًا.
رغم ذلك سعى أفراد أسرته نحو إقرار قداسته، ووافق البابا أوربان لاحقًا تحت ضغوط من شارل الخامس ملك فرنسا على تشكيل لجنة لدراسة القضية، عُقد أول اجتماع في أنجيه بـ سبتمبر 1371، وأُرسل التقرير إلى أفينيون، حيث عُيّن ثلاثة كرادلة لمراجعتها، بعد وفاة أوربان وانتقال البابا غريغوريوس الحادي عشر إلى روما وتوقفت الإجراءات، وبقيت الوثائق على الأرجح هناك بعد وفاته، لم تُسجل أي أنشطة أخرى حول القداسة حتى عام 1894 حين أُعيد فتح الملف، وفي 14 ديسمبر 1904 أُعلن تطويبه رسميًا باسم "الطوباوي شارل من بلوا"، يُحتفل بعيده في 30 سبتمبر.